# Sope Dirisu
Ṣọpẹ Dìrísù (Londres, 9 de enero de 1991) es un actor británico. Hizo su debut en 2016 participando en los largometrajes Sand Castle, Criminal y The Huntsman: Winter's War. El mismo año apareció en el episodio "Nosedive" de la serie británica Black Mirror. En 2020 protagonizó el filme de terror His House, bajo la dirección de Remi Weekes, y la serie de televisión Gangs of London.

## Filmografía

### Cine
| Año  | Título                     | Papel         | Notas |
| ---- | -------------------------- | ------------- | ----- |
| 2016 | Criminal                   | Fire Officer  |       |
| 2016 | The Huntsman: Winter's War | Tull          |       |
| 2017 | Sand Castle                | Sargento Cole |       |
| 2020 | His House                  | Bol           |       |
| 2021 | Silent Night               | James         |       |
| 2025 | El abismo secreto          | J.D.          |       |

### Televisión
| Año  | Título             | Papel          | Notas       |
| ---- | ------------------ | -------------- | ----------- |
| 2014 | Utopia             | Roy            | 1 episodio  |
| 2014 | The Mill           | Peter          | 6 episodios |
| 2015 | The Casual Vacancy | Doctor         | 3 episodios |
| 2015 | Humans             | Fred           | 8 episodios |
| 2016 | Black Mirror       | Prisionero     | 1 episodio  |
| 2016 | Undercover         | Michael Antwi  | 4 episodios |
| 2016 | Siblings           | Zeff           | 1 episodio  |
| 2017 | The Halcyon        | Sonny Sullivan | 8 episodios |
| 2020 | Gangs of London    | Elliot Finch   | 8 episodios |
| 2021 | His Dark Materials | Sergi          |             |